# Stiftes
Der Stiftes ist eine 567,7 m ü. NHN hohe Erhebung im östlichen Main-Kinzig-Kreis auf dem Gebiet der Gemeinde Sinntal zwischen den Ortsteilen Schwarzenfels und Oberzell und ist Teil des Staatsforsts Altengronau. 
Der bewaldete Höhenzug zählt zum Naturpark Spessart
, wird naturräumlich aber zur Brückenauer Kuppenrhön gerechnet.
Zusammen mit dem nordwestlich liegenden Stoppelsberg 570,7 m ü. NHN und dem östlich liegenden Haag (584,6 m ü. NHN) ist der Stiftes als 440,2 Hektar großes Fauna-Flora-Habitat und Naturschutzgebiet ausgewiesen.